# Patti Deutsch
Patti Deutsch, Patricia Deutsch Ross (Pittsburgh, Pennsylvania, 1943. december 16. – Los Angeles, Kalifornia, 2017. július 26.) amerikai színésznő, szinkronszínésznő.

## Filmjei

### Mozifilmek
- Slither (1974)
- New Friends (1981, rövidfilm, hang)
- A kispapa (Mr. Mom) (1983)
- A Jetson család (Jetsons: The Movie) (1990, hang)
- Tarzan (1999, hang)
- Eszeveszett birodalom (The Emperor's New Groove) (2000, hang)
- Szörny Rt. (Monsters, Inc.) (2001, hang)
- Fedőneve: Pipő (Happily N'Ever After) (2006, hang)
- Immigrants – Jóska menni Amerika (Immigrants (L.A. Dolce Vita)) (2008, hang, angol változat)

### Tv-filmek
- Big Daddy (1973)
- A Cry for Love (1980)
- The Wild Thornberrys: The Origin of Donnie (2001, hang)

### Tv-sorozatok
- The John Byner Comedy Hour (1972)
- Laugh-In (1972–1973, 24 epizódban)
- The Girl with Something Extra (1973, egy epizódban)
- Grandpa Goes to Washington (1978–1979, tíz epizódban)
- Hupikék törpikék (Smurfs) (1984–1986, hang, három epizódban)
- Bustin' Loose (1987, egy epizódban)
- She's the Sheriff (1987, egy epizódban)
- A simlis és a szende (Moonlighting) (1989, egy epizódban)
- Darkwing Duck (1991, hang, egy epizódban)
- Capitol Critters (1992–1995, hang, 13 epizódban)
- The Mommies (1994, egy epizódban)
- Louie élete (Life with Louie) (1995, hang, egy epizódban)
- Casper (1997, hang, egy epizódban)
- Hódító hódok (The Angry Beavers) (1998–2000, hang, három epizódban)
- A Thornberry család (The Wild Thornberrys) (1999, hang, egy epizódban)
- Time Squad (2002, hang, egy epizódban)
- Ginger naplója (As Told by Ginger) (2004, négy epizódban)
- Király suli (The Emperor's New School) (2007–2008, hang öt epizódban)
- Ne bízz a ribiben! (Don't Trust the B---- in Apartment 23) (2013, egy epizódban)

## További információ
- Patti Deutsch az Internetes Szinkronadatbázisban (magyarul)
- Patti Deutsch az Internet Movie Database-ben (angolul)
- Patti Deutsch a Rotten Tomatoeson (angolul)